# Негрон, Карлос
Карлос Хосе Негрон Колон (англ. Carlos José Negrón Colón; род. 4 февраля 1987, Вильяльба, Пуэрто-Рико) — пуэрто-риканский боксёр-профессионал, выступающий в тяжёлой весовой категории. Участник Олимпийских игр (2008), бронзовый призёр Игр Центральной Америки и Карибского бассейна (2006), многократный чемпион и призёр национального первенства в любителях.
Среди профессионалов бывший чемпион по версиям WBC Continental Americas (2017—2018) и WBC FECARBOX (2016) в тяжёлом весе.
Лучшая позиция по рейтингу BoxRec — 39-я (май 2018), и является 1-м среди пуэрто-риканских боксёров тяжёлой весовой категории, а по рейтингам основных международных боксёрских организаций ранее занимал: 27-ю строку рейтинга WBC, — входя в ТОП-40 лучших тяжеловесов всего мира.

## Любительская карьера
В июле 2006 года, в Картахене (Колумбия) стал бронзовым призёром Игр Центральной Америки и Карибского бассейна.
В августе 2008 года представлял сборную Пуэрто-Рико на Олимпийских играх в Пекине (Китай), выступая в категории до 81 кг. В первом раунде соревнований победил иранца Мехди Горбани со счётом 13/4. Но во втором раунде соревнований со счётом 3/9 уступил казахстанцу Еркебулану Шыналиеву, — который в итоге завоевал бронзу Олимпиады 2008 года.

## Профессиональная карьера
28 марта 2009 года дебютировал на профессиональном ринге, одержав победу нокаутом в 1-м раунде над своим соотечественником Мигелем Анхелем Хименесом.
24 июня 2017 года в Луисвилле (США) Карлос Негрон досрочно техническим нокаутом в 4-м раунде победил американца Деррика Росси (31-12, 15 КО) и завоевал вакантный титул чемпиона WBC Continental American в тяжёлом весе.
22 декабря 2018 года в Нью-Йорке (США) досрочно нокаутом в 9-м раунде проиграл опытному американскому нокаутёру Доминику Бризилу (19-1, 18 KO).
3 августа 2019 года в Нью-Йорке вновь досрочно нокаутом в 1-м же раунде проиграл опытному американскому нокаутёру Брайану Ховарду (14-3, 12 КО).
7 марта 2020 года в Нью-Йорке досрочно техническим нокаутом в 1-м же раунде победил ранее небитого перспективного кубинца Роберта Альфонсо (19-0-1, 9 КО).
15 октября 2022 года в Нью-Йорке, в конкурентном бою, досрочно техническим нокаутом в 9-м раунде проиграл опытному кубинцу Фрэнку Санчесу Форе (20-0, 14 КО), в бою за титулы чемпиона по версиям WBC Continental Americas (3-я защита Санчеса) и WBO NABO (5-я защита Санчеса) в тяжёлом весе.

## Статистика профессиональных боёв
В таблице перечислены результаты всех поединков боксёров.
В каждой строке указан результат поединка. Дополнительно номер поединка обозначен цветом, который обозначает итог поединка. Расшифровка обозначений и цветов представлена в нижеследующей таблице.
| Пример | Расшифровка                     |
| ------ | ------------------------------- |
|        | Победа                          |
|        | Ничья                           |
|        | Поражение                       |
|        | Планируемый поединок            |
|        | Поединок признан несостоявшимся |
| КО     | Нокаут                          |
| ТКО    | Технический нокаут              |
| PTS    | Решение судей (по очкам)        |
| UD     | Единогласное решение судей      |
| MD     | Решение большинства судей       |
| SD     | Раздельное решение судей        |
| RTD    | Отказ от продолжения боя        |
| DQ     | Дисквалификация                 |
| NC     | Поединок признан несостоявшимся |

| 29 поединков, 25 побед (20 нокаутом), 4 поражения. | 29 поединков, 25 побед (20 нокаутом), 4 поражения. | 29 поединков, 25 побед (20 нокаутом), 4 поражения. | 29 поединков, 25 побед (20 нокаутом), 4 поражения. | 29 поединков, 25 побед (20 нокаутом), 4 поражения.     | 29 поединков, 25 побед (20 нокаутом), 4 поражения. | 29 поединков, 25 побед (20 нокаутом), 4 поражения.                                                                              |
| Бой                                                | Рекорд                                             | Дата боя                                           | Соперник                                           | Место проведения боя                                   | Раундов, время                                     | Примечание |
| -------------------------------------------------- | -------------------------------------------------- | -------------------------------------------------- | -------------------------------------------------- | ------------------------------------------------------ | -------------------------------------------------- | --- |
| 29                                                 | 25-4                                               | 15 октября 2022                                    | Фрэнк Санчес Форе (20-0)                           | Барклайс-центр, Бруклин, Нью-Йорк, США                 | TKO 9 (10), 1:36                                   | Бой за титулы чемпиона по версиям WBC Continental Americas (3-я защита Санчеса) и WBO NABO (5-я защита Санчеса) в тяжёлом весе. |
| 28                                                 | 25-3                                               | 25 сентября 2021                                   | Скайлар Томпсон (14-26)                            | Bonaventure Resort Spa, Уэстон, Флорида, США           | TKO 1 (8), 2:49                                    | |
| 27                                                 | 24-3                                               | 10 июля 2021                                       | Антваун Таббс (5-15)                               | Конференц-центр аэропорта Майами, Майами, Флорида, США | TKO 2 (8), 1:25                                    | |
| 26                                                 | 23-3                                               | 1 мая 2021                                         | Скотт Александер (16-3-2)                          | Дигнити Хелс Спортс Парк, Карсон, Калифорния, США      | UD 8 (8)                                           | Счёт: 79-73, 78-74, 77-75. |
| 25                                                 | 22-3                                               | 7 ноября 2020                                      | Рафаэль Риос (11-2)                                | Microsoft Theater, Лос-Анджелес, Калифорния, США       | KO 2 (6), 2:33                                     | |
| 24                                                 | 21-3                                               | 7 марта 2020                                       | Роберт Альфонсо (19-0-1)                           | Барклайс-центр, Бруклин, Нью-Йорк, США                 | TKO 1 (8), 2:03                                    | |
| 23                                                 | 20-3                                               | 3 августа 2019                                     | Брайан Ховард (14-3)                               | Барклайс-центр, Бруклин, Нью-Йорк, США                 | KO 1 (10), 1:06                                    | |
| 22                                                 | 20-2                                               | 22 декабря 2018                                    | Доминик Бризил (19-1)                              | Барклайс-центр, Бруклин, Нью-Йорк, США                 | KO 9 (10), 1:37                                    | |
| 21                                                 | 20-1                                               | 24 июня 2017                                       | Деррик Росси (31-12)                               | Freedom Hall, Луисвилл, Кентукки, США                  | TKO 4 (10), 1:55                                   | Завоевал вакантный титул чемпиона по версии WBC Continental Americas в тяжёлом весе.                                            |
| 20                                                 | 19-1                                               | 19 декабря 2016                                    | Кристиан Гальвес (17-0)                            | Ла-Романа, Доминиканская Республика                    | KO 2 (10), 2:26                                    | |
| 19                                                 | 18-1                                               | 15 сентября 2016                                   | Алексис Кастильо (0-33)                            | Санто-Доминго, Доминиканская Республика                | TKO 1 (8), 1:39                                    | |
| 18                                                 | 17-1                                               | 9 сентября 2016                                    | Энди Перес (20-3)                                  | Санто-Доминго, Доминиканская Республика                | TKO 1 (10), 1:17                                   | Завоевал вакантный титул чемпиона по версии WBC FECARBOX в тяжёлом весе.                                                        |
| 17                                                 | 16-1                                               | 19 декабря 2015                                    | Эксел Холмс (2-6-1)                                | Фахардо, Пуэрто-Рико                                   | TKO 1 (6), 2:07                                    | |
| 16                                                 | 15-1                                               | 7 декабря 2013                                     | Сэнди Сото (2-12)                                  | Ла-Романа, Доминиканская Республика                    | TKO 2 (10), 2:25                                   | |
| 15                                                 | 14-1                                               | 2 марта 2012                                       | Франсиско Мирелес (14-6)                           | Салинас, Пуэрто-Рико                                   | KO 1 (6), 2:24                                     | |
| 14                                                 | 13-1                                               | 2 сентября 2011                                    | Эпифанио Мендоса (31-12-1)                         | Баямон, Пуэрто-Рико                                    | TKO 3 (6), 2:03                                    | |
| 13                                                 | 13-0                                               | 1 июля 2011                                        | Реджи Пена (6-7)                                   | Фахардо, Пуэрто-Рико                                   | TKO 2 (6), 2:36                                    | |
| 12                                                 | 12-0                                               | 16 апреля 2011                                     | Эмерсон Чейзинг Беар (4-1-2)                       | Баямон, Пуэрто-Рико                                    | TKO 4 (6), 1:23                                    | |
| 11                                                 | 11-0                                               | 22 января 2011                                     | Уилли Херринг (12-7-3)                             | Баямон, Пуэрто-Рико                                    | UD 8 (8)                                           | Счёт: 80-72, 79-73 (дважды). |
| Бой                                                | Рекорд                                             | Дата боя                                           | Соперник                                           | Место проведения боя                                   | Раундов, время                                     | Примечание |